# Uru-Pa-In
Uru-Pa-In, pleme američkih Indijanaca iz brazilske države Rondônia, na području općine Ariquemes. S njima nema stalnog kontakta. Populacija im iznosi oko 200 (1995 SIL). Jezično nisu klasificirani. Kraj u kojem žive pripada rezervatu Terra indígena Uru-Eu-Wau-Wau, na kojem još lutaj uskupine Indijanaca Jupaú, Amondawa, Parakuara i Jurureí,